# Margatoxin
Margatoxin (synonym Kaliumkanalblocker alpha-KTx 2.2) ist ein Toxin dem Skorpion Centruroides margaritatus.

## Eigenschaften
Margatoxin ist ein Protein und Skorpiontoxin. Es hemmt Kaliumkanäle wie z. B. Kv1.1/KCNA1 (IC50 = 0,144 nM, Kd = 4,2 nM), Kv1.2/KCNA2 (IC50 = 0,675 nM, Kd = 6,4 pM), Kv1.3/KCNA3 (IC50 = 0,23 nM, Kd = 11,7 pM) und Shaker (Kd = 160 nM). Margatoxin ist strukturell mit Iberiotoxin und Noxiustoxin verwandt, es besteht aus einer α-Helix und einem β-Faltblatt aus drei Strängen. Im Vergleich zu Charybdotoxin a und b ist das Faltblatt etwas größer.